# フィギュアマニアックス乙女組
『フィギュアマニアックス乙女組』（フィギュアマニアックスおとめぐみ）は、アスキー・メディアワークスより発売される隔月刊誌。
1999年に『電撃ホビーマガジン』の増刊として創刊。当初はタイトルが『フィギュアマニアックス』で不定期刊だったが後に『フィギュアマニアックス乙女組』になり隔月刊になった。

## 概要
フィギュア専門雑誌で作例に関して製作過程等も紹介される。メディアワークスの雑誌ではタイトルに電撃～と付くのが一般的だがこの雑誌にはタイトルに電撃が付かない。